# Marat Beketajew

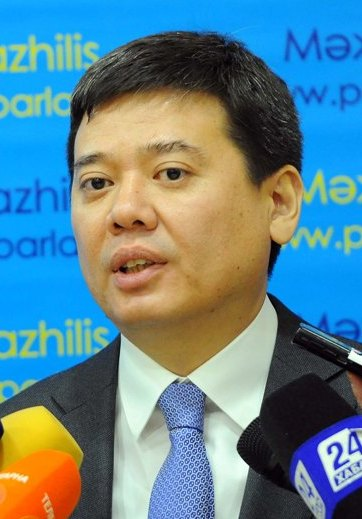
Marat Beketajew (2018)

Marat Bakytschanuly Beketajew (kasachisch Марат Бакытжанұлы Бекетаев, russisch Марат Бакытжанович Бекетаев; * 29. August 1977 in Tschimkent, Kasachische SSR) ist ein kasachischer Jurist und Politiker.

## Leben
Marat Beketajew wurde 1977 geboren und absolvierte 1998 die staatliche kasachische Rechtsuniversität in Astana. Im Jahr 2000 machte er seinen Master of Laws an der London School of Economics and Political Science in internationalem Wirtschaftsrecht.
Nach seinem Abschluss arbeitete Beketajew zunächst im kasachischen Außenministerium als Leiter der Abteilung für die diplomatischen Vertretungen Kasachstans. Von August bis Dezember 2003 war er Abteilungsleiter in der Agentur für den öffentlichen Dienst Kasachstans und von Januar bis September 2004 dann Berater des Vorsitzenden der Agentur für den öffentlichen Dienst. Von 2004 bis 2006 war er zuerst stellvertretender Vorsitzender und anschließend Vorsitzender des Staatsunternehmens Eurasian Center for training of civil servants.
Von 2006 bis 2007 war er Berater des stellvertretenden Premierministers und anschließend Berater des Premierministers Kärim Mässimow. Von 2007 an bekleidete er die Position des stellvertretenden Justizministers und ab 2010 war Beketajew  Exekutivsekretär des kasachischen Justizministeriums. Am 11. Dezember 2015 wurde er zum stellvertretenden Leiter der Präsidialverwaltung der Republik Kasachstan ernannt. Seit dem 13. September 2016 war er zuerst im Kabinett von Baqytschan Saghyntajew Justizminister Kasachstans. Auch im folgenden Kabinett Mamin war er weiterhin Justizminister. Nach den Unruhen in Kasachstan 2022 trat die gesamte kasachische Regierung einschließlich Beketajew zurück. Noch im Januar wurde er Berater des neuen Premierministers Älichan Smajylow.
Im Februar 2023 wurde bekannt, dass er bereits im Dezember 2022 als Berater des Premierministers entlassen wurde. Am 21. Oktober 2023 wurde er beim Versuch das Land zu verlassen am Flughafen Astana verhaftet. Im Zuge von Korruptionsermittlungen, in denen er zunächst als Zeuge und dann als Verdächtiger geführt wurde, wurde gegen Beketajew zuvor ein Reiseverbot verhängt. Im Mittelpunkt der Ermittlungen standen Gerichtsverfahren Kasachstans vor internationalen Gerichten, die von einem Auftragnehmer des Justizministeriums, der mit Beketajew in Verbindung stand, durchgeführt wurden. Auch der illegale Transfer von Vermögenswerten ins Ausland zusammen mit Kärim Mässimow war Gegenstand der Untersuchungen. Konkret wird Beketajew vorgeworfen, durch den Abschluss von Verträgen über die Erbringung offensichtlich unnötiger Dienstleistungen dem Staat besonders großen Schaden zugefügt zu haben. Am 3. März 2025 wurde das Strafverfahren an ein Gericht übergeben.